# Пондии
Пондии (на гръцки: Πόντιοι) е бивше село в Гърция, дем Просечен, махала на Фотилово (Фотоливос).

## География
Селото е разположено на 65 m надморска височина в Драмското поле, на 1 km югозападно от Фотилово.

## История
Селото е основано през 30-те години на XX век при големите мелиорационни дейности в района, свързани с пресушаването на Берекетли гьол и регулирането на реките в Драмското поле. В селото са заселени понтийски гърци – бежанци от Турция, като името му означава Понтийци. За пръв път е регистрирано в 1940 година със 177 жители. В 1951 година е броено към Фотилово, но от 1961 година отново е отделно селище. В 1991 година отново е броено към Фотилово.
Населението се занимава с отглеждане на памук, жито, фуражи и други земеделски култури, както и с краварство.
| Година    | 1913 | 1920 | 1928 | 1940 | 1951 | 1961 | 1971 | 1981 | 1991 | 2001 | 2011 | 2021 |
| --------- | ---- | ---- | ---- | ---- | ---- | ---- | ---- | ---- | ---- | ---- | ---- | ---- |
| Население |      |      |      | 177  |      | 118  | 85   | 64   |      |      |      |      |